# Dames-comité ter bevordering van de Evangelieverkondiging en de Afschaffing der Slavernij in Suriname

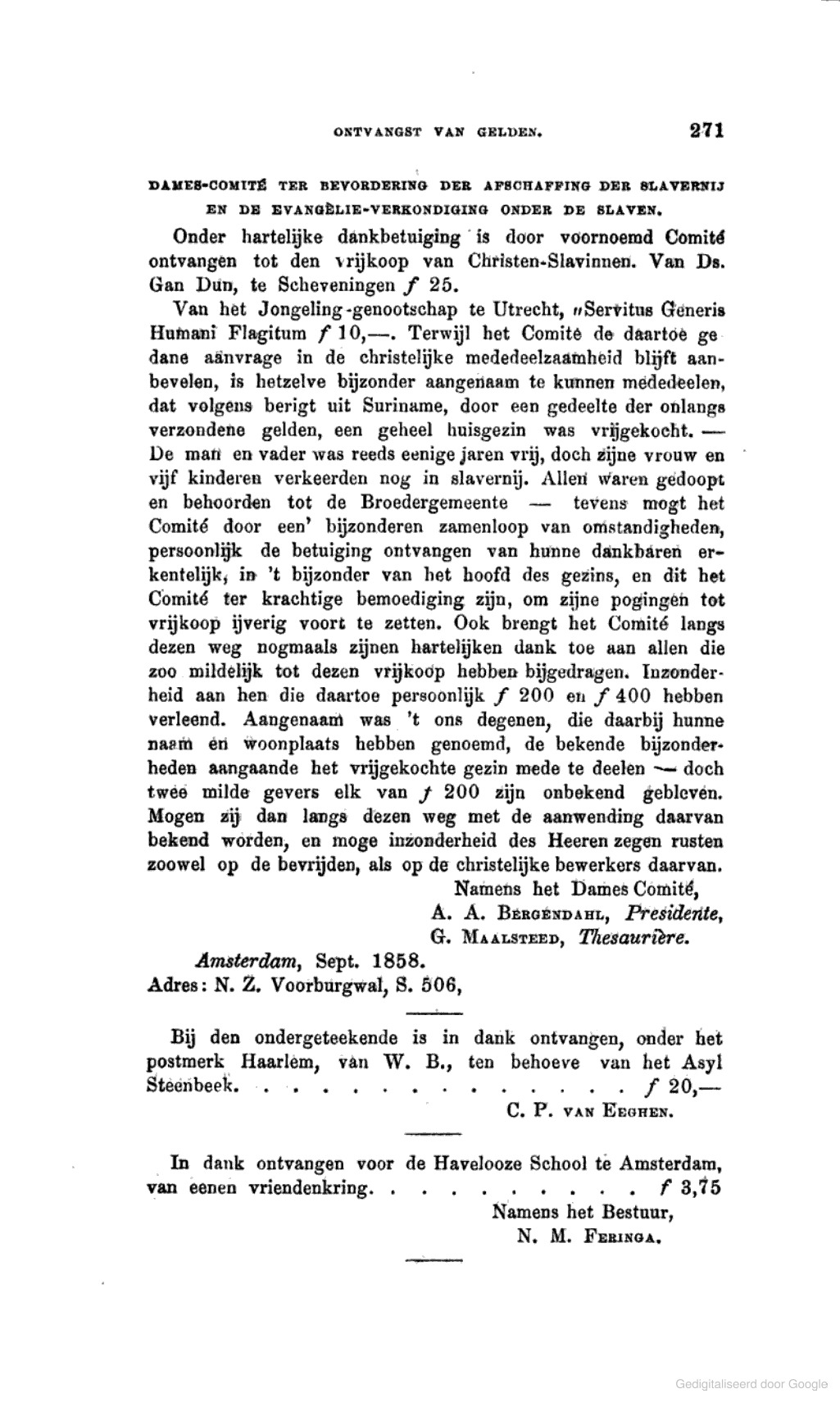
Verantwoording van de gebruikte gelden door het Dames-comité in 1858 in Christelijke stemmen, door Ottho Gerhard Heldring geëditeerd

Dames-comité ter bevordering van de Evangelieverkondiging en de Afschaffing der Slavernij in Suriname is een door Anna Bergendahl in Amsterdam opgerichte organisatie die de Surinaamse slavernij bestreed. Zij deed dit door de verkoop van handwerk en het gebruik van de opbrengsten om slaafgemaakten vrij te kopen. Het Comité was tussen 1855 en 1862 actief.

## Oprichting en werkzaamheden
Het Comité werd in 1855 opgericht door Bergendahl, die via haar beide ouders al veel ervaring had met liefdadigheidswerk. De organisatie had in haar naam en in haar bezigheden een expliciete link met traditioneel vrouwelijke taken. De twaalf bij het comité betrokken vrouwen maakten namelijk handwerk, wekelijks bij één van de leden thuis, terwijl antislavernij-teksten werden voorgelezen. Er werd onder meer haak- en breiwerk gemaakt, dat verkocht werd door een loting, samen met andere gedoneerde stukken.
De verkochte stukken moesten een winst opleveren die ingezet kon worden voor de manumissie van Surinaamse slaafgemaakten. De kosten voor de manumissie werden echter wel als lening beschouwd en moesten door de vrijgemaakten met 4% rente terugbetaald worden, zodat het geld weer voor andere personen ingezet kon worden. Het Comité wist zo'n 50 mensen vrij te kopen, maar bemoeide zich op geen enkele wijze met de politieke structuur die slavernij mogelijk maakte. Ook vroeg het Comité na de afschaffing van slavernij nog altijd de eerder gedane 'leningen' op.

## Invloeden
Het Comité was sterk beïnvloed door het Réveil dat een paternalistische vorm van christelijke naastenliefde voorstond waarbij zwakkeren geholpen moesten worden. Het Comité hield contact met de Réveilbeweging via het blad De Heraut en ontving vanuit het gehele land geld uit protestants-orthodoxe hoek.
Ook had het comité een losse band met Frits Moquette en zijn Jongelingsgenootschap, dat samenkwam in hetzelfde gebouw als het Comité. Frits Moquette en Anna Bergendahl kenden elkaar en vanuit Engelse abolitionistische kringen werd erop aangedrongen de beide groepen parallel te laten fungeren. Bergendahl zag hier echter vanaf.